# 花貫ダム
花貫ダム（はなぬきダム）は、茨城県高萩市、二級河川・花貫川本流上流部に建設されたダムである。
茨城県が管理する県営ダムで、高さ45.3メートルの重力式コンクリートダム。花貫川の治水及び高萩市の水がめとして、国庫の補助を受けて建設された補助多目的ダムである。このダムは日本では数少ない「海が見えるダム」の一つでもあり、花園花貫県立自然公園に指定される観光地でもある。ダムによって形成された人造湖には、特に名称が付けられていない。

## 地理
花貫川は阿武隈高地の南部に属する多賀山地、標高688.2メートルの高萩市大能奥付近に水源を発してほぼ東に流路を取り高萩市南部を流れ、太平洋に注ぐ。二級水系・花貫川水系の本流であり、流路延長19.4キロメートル、流域面積66.9平方キロメートルの小河川である。流域は全て高萩市域にあり、そのほとんどは花崗岩を中心とする山地で占められ、上流部は紅葉の名所でもある花貫渓谷を形成する。ダムは花貫渓谷の出口付近に建設された。

## 沿革
高萩市は北に関根川、南に花貫川という二つの河川が流れており、その中間部に高萩市街地が存在する。このうち市内最大の河川が花貫川で、古くより流域農地の水源及び小規模な水力発電に利用されていた。しかし、花貫川は小河川であるが故に河川の流量が不安定で、旱魃になれば水流は極端に少なくなって農業用水の取水にも困難を来たしていた。その一方でほとんど河川改修が行われていなかった原始の状態に近い河川であり、かつ流域面積の大半は山地である急流河川でもあることから、大雨が降ればすぐに洪水をひき起こして高萩市内は度々水害に見舞われていた。
戦後高萩市は常磐炭鉱が近くにあった関係から炭鉱の関係者が住むようになり、さらに日立製作所の本拠である日立市にも近いことから次第に工場従事者を中心に人口が増加。高度経済成長期にはその傾向に拍車が掛かり、高萩市の上水道需要は急激に増大して行った。また炭鉱閉山後の企業誘致により太平洋沿いに松久保工業団地が造成され日立グループの関連工場を始め山之内製薬などの工場が進出、それに伴って工業用水道の需要が拡大した。だが花貫川は小河川で流量が不安定でもあり、河川から直接取水する従来の方法では急激に増加する上水道・工業用水道需要に到底太刀打ちできず、地下水についても海沿いであるため塩分を含み用水には利用できなかった。これに加えて農地面積も拡大して農業用水の需要も増加。最早水需要はパンク寸前の状態であった。こうした背景から利水面で新たな水源の確保に迫られる一方で、人口の増加とそれに伴う住宅地の拡大、および工場の進出に付随する交通網の整備は花貫川の治水安全度を低下させ、水害が起こればその被害額は従来の比ではなくなることが予想された。だが、堤防の建設や川幅の拡張といった治水方法はそれら住宅地・工場のほか常磐線、国道6号の橋梁付け替えといった移転対策が課題となり、莫大な補償費を伴うことから実現は難しい状況であった。
そこで河川管理者である茨城県は、治水と利水を一挙に解決できる方法として多目的ダムを中心とした河川総合開発事業による河川改修を検討した。当時茨城県は県内初の多目的ダム事業として、北茨城市を流れる茨城県最大の二級河川である大北川の支流・花園川に水沼ダムを建設し1966年（昭和41年）に完成させていた。大北川流域も花貫川と同様の問題を抱えていたが、水沼ダムの完成によりその問題が解決に向かったことから、茨城県は水沼ダムに次ぐ第二の多目的ダム事業を花貫川で行うことを決定。水沼ダム完成の同年に花貫川総合開発事業の中心事業として花貫ダムの建設が着手されたのである。

## 目的
1966年よりダム建設を行うための基礎調査である実施計画調査が二年間行われ、調査終了後水没予定地に対する補償交渉が行われた。ダム建設予定地には人家は全く無く、水没予定地の全てが国有林と私有林であった。このため補償交渉は主に国有林を管理する営林署と、私有林を所有する地主に対して行われ、他のダム事業と比べて比較的スムーズに進展した。また公共補償についても県道と林道の付け替えのみであり、交渉自体は一年程度で終了した。その後県道と林道の付け替え工事を実施し、1969年（昭和44年）よりダム本体の工事に着手。1972年（昭和47年）12月に試験的に貯水を行う「試験湛水（しけんたんすい）」を開始し、翌1973年（昭和48年）3月には全ての事業が完成して運用を開始した。
ダムの目的は洪水調節、不特定利水、上水道及び工業用水道の供給の四つである。まず洪水調節については花貫川下流の高萩市島名を治水基準点として、過去最大の洪水流量から算出される計画高水流量・毎秒410立方メートルの半分である毎秒205立方メートルをダム湖に貯留し、下流に残り半分を放流することで洪水被害額を7,700万円軽減させる。不特定利水については高萩市にある既存の農地に対して夏季に毎秒1.18立方メートル、最大で2.064立方メートルの水量を花貫川に一定に放流することで川涸れを防ぎ、農業用水の取水が可能となるようにした。上水道については3万人の高萩市民を対象として一日量で9,000立方メートル、工業用水道については松久保工業団地の工場群に対して一日量で2万立方メートルの用水を供給する。
ダムの完成によって花貫川の治水は飛躍的に改善し、現在に至るまで死者を伴うような目だった水害は発生していない。またひっ迫していた水道供給も改善されたが、その後も人口と工場の増加は続き水需要は高萩市だけでなく北茨城市も増大の一途をたどっていた。このため茨城県はさらなる河川総合開発事業として1977年（昭和52年）より大北川本流に茨城県最大規模のダムである小山ダムの建設を開始した。補償交渉などの長期化で完成まで28年を費やしたが2005年（平成17年）にダムは完成している。花貫ダムは小山ダムと共に高萩市の水がめとして機能し、日本有数の重電企業である日立製作所を縁の下で支える役割も担っている。

## 周辺

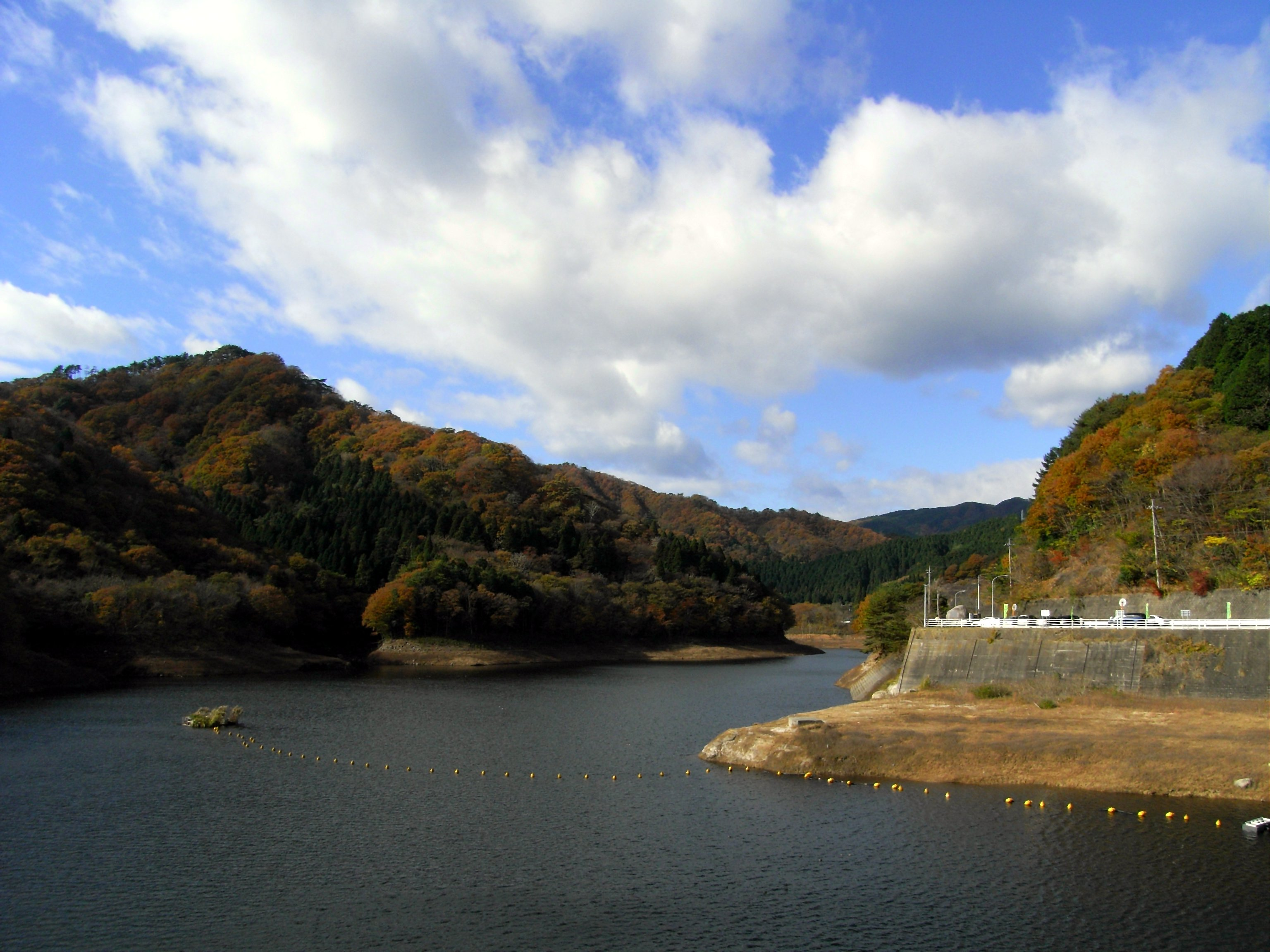
花貫ダム湖。秋になると上流の花貫渓谷からダム一帯が紅葉に覆われ、多くの観光客が訪れる。

花貫ダムは高萩市街地から5キロメートル強という近距離にある都市型ダムである。完成以後しばらくは一般人のダムへの立入は禁止されていたが、現在は年末年始を除く9:00から16:00まで一般開放されており多くの市民が訪れる。特に訪問客が多くなるのは春と秋で、春はダム直下にある花貫さくら公園に植えられている300本のソメイヨシノが満開を迎え、夜間はライトアップも行われることから多くの花見客で賑わう。1990年（平成2年）に開設された花貫ふるさと自然公園もダム傍にあり、キャンプやバーベキューでも多くの市民が利用するスポットとなっている。また秋は一帯が紅葉で覆われるが、ダム上流には袋田の滝（久慈郡大子町）、竜神峡（常陸太田市）などと並ぶ茨城県の紅葉の名所・花貫渓谷がある。花崗岩を主体とする急峻（きゅうしゅん）な渓谷であるが、花貫川流域の広葉樹が例年11月上旬より一斉に色づく。花貫渓谷から花貫ダムに掛けては県内外から多くの観光客が訪れ、渋滞も発生する。

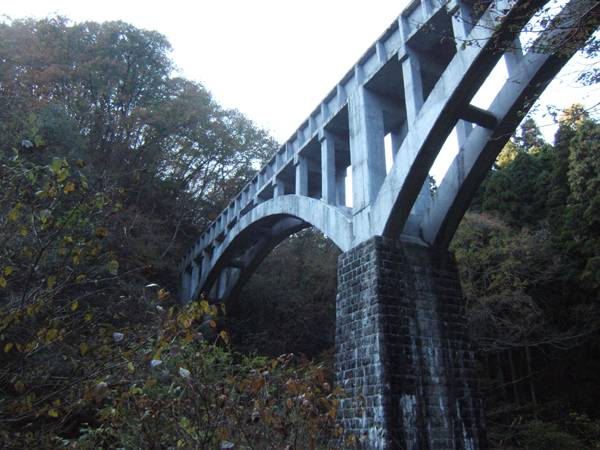
花貫川第一発電所第3号水路橋

また花貫ダム周辺はブナやエドヒガンが自生し、カゴノキ・リンボク自生の北限地にもなっており、植物学的にも貴重な地域となっている。文化財としては大正時代に建設された花貫川第一発電所第3号水路橋が至近距離にある。花貫川は大正時代より常磐炭鉱へ電力を供給するため水力発電の開発が行われ、現在も三箇所の水力発電所が稼働している。このうち1918年（大正7年）5月31日に運転を開始した花貫川第一発電所に発電用の水を供給するために建設されたのがこの水路橋である。二つのアーチからなるアーチ橋で、いわゆる「眼鏡橋」であるが建造当時のまま現存しており、国の登録有形文化財に登録されている。

### 海が見えるダム

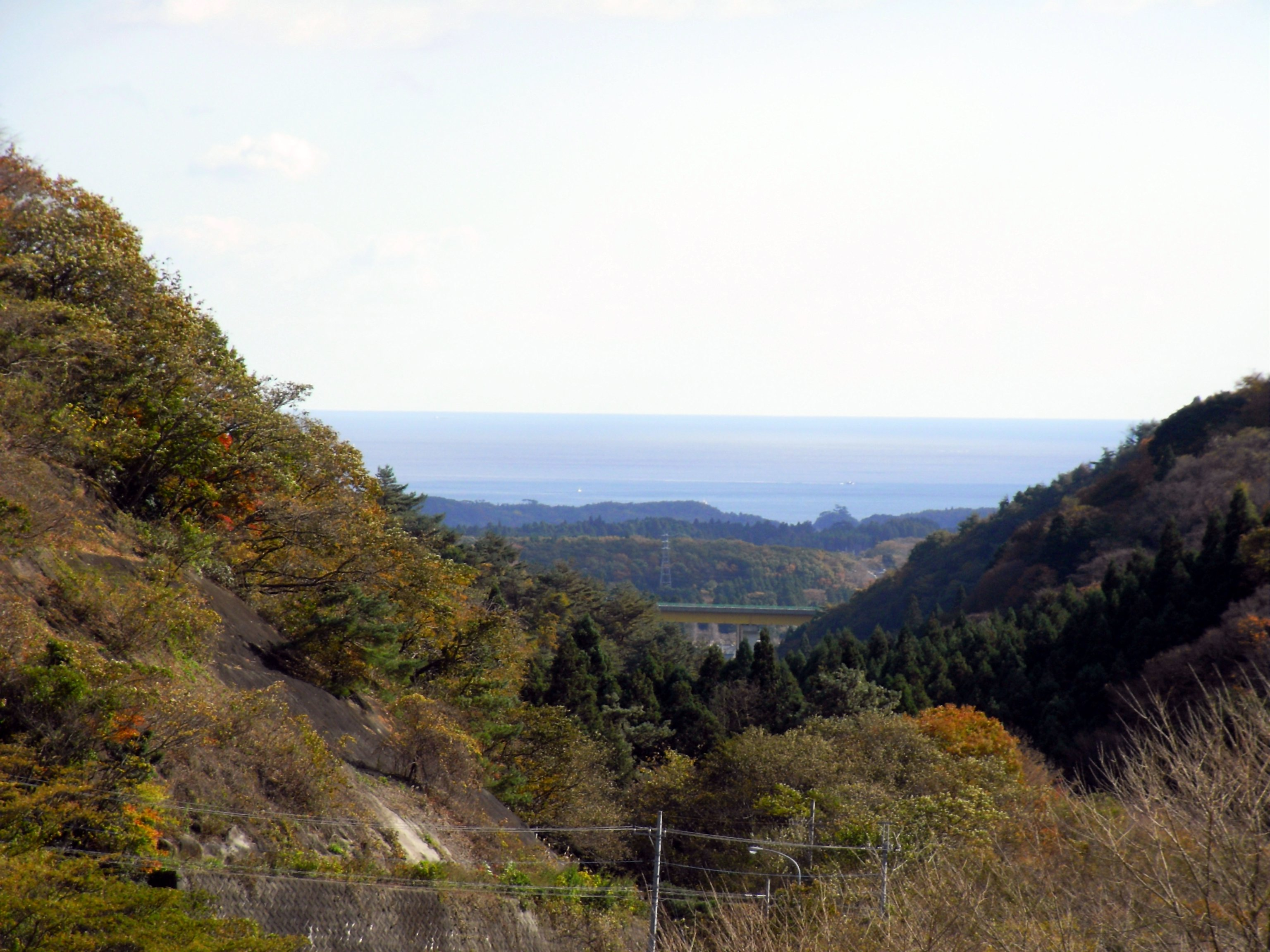
花貫ダム天端から見た太平洋。日本では数少ない「海が見えるダム」の一つである。

花貫ダムは「海が見えるダム」として地元を中心に知られている。そもそも山間部に建設されるダムは海から遠く離れているのが普通であるが、花貫ダムの場合はダムから海まで直線距離で10キロメートル以内であること、また山間部下流で開けた場所に建設されていることもあって、ダムの頂上である天端から肉眼で太平洋を望むことが可能となっている。晴天であれば海上に浮かぶ船舶も確認できるほか、秋になると紅葉と太平洋の眺望を同時に楽しむことが出来る希なスポットである。このため花貫渓谷を訪れる観光客は同時にダムへも立ち寄ることが多く、特に賑わいを見せる。
2008年（平成20年）現在日本には約2,700箇所のダムが建設されているが、財団法人日本ダム協会の調べによるとダム本体から海を臨めると確認されているダムは34箇所に過ぎない。その大多数が瀬戸内海周辺や離島に建設されたダムで、関東地方では花貫ダムのほか千葉県に二箇所存在するのみである。こうした特色もあって、比較的小規模なダムではあるが観光客が訪れることの多いダムとなっており、1985年（昭和60年）茨城県民によって投票された『茨城百選』において花貫渓谷と共に得票数第二位の観光地に選ばれている。

### 交通
花貫ダムへは常磐自動車道・高萩インターチェンジ下車後県道67号経由で福島県道・茨城県道10号日立いわき線を南下し、秋山交差点で国道461号に右折後直進して5分程度で到着する。公共交通機関ではJR東日本常磐線・高萩駅が最寄り駅である。
花貫渓谷では、紅葉シーズンに汐見吊り橋方面への車両乗り入れ規制が行われ、有料駐車場から歩くことになる。また有料駐車場は11月のみ、駐車場等の維持管理費へ充てるために普通車が一日500円、観光バスが一日2000円徴収される。花貫ダムの駐車場を含めて周辺の臨時駐車場は午前中で満車となり道路の両側に路上駐車の列ができる場所もある。このため、大型バス等のすれ違いに支障をきたす場合があり、駐車場の空き待ちと合わさって数キロ程度の渋滞も発生する。また、最寄りの常磐自動車道高萩IC出口を先頭に渋滞もすることがあり、最悪の場合は、花貫ダム先から高萩IC付近までの大渋滞となることもある。これは、高萩駅から渓谷行きのバスが無く、地元の高萩観光協会などが紅葉シーズンにホームページで自家用車や観光バスで来るように呼びかけていることも要因の一つと考えられる。